# シャルル・アルマン・ルネ・ド・ラ・トレモイユ
シャルル（5世）・アルマン・ルネ・ド・ラ・トレモイユ（Charles (V) Armand René de La Trémoille, 1708年1月14日 パリ - 1741年5月23日 パリ）は、ブルボン朝時代フランスの貴族。同輩公。爵位はトゥアール公爵、ラ・トレモイユ公爵、ターラント公、ラヴァル伯及びモンフォール伯。アカデミーフランセーズ会員。
トゥアール公シャルル・ルイ・ブルターニュ・ド・ラ・トレモイユと、ラ・ファイエット女侯爵マリー＝マドレーヌ・モティエの間の一人息子。1717年母を、1719年父を亡くし、わずか11歳で家督を継承、父より内廷侍従長及びブルターニュ州議会議長の職を受け継いだ。宮廷で、同じく孤児だった2歳年下の幼王ルイ15世と一緒に育てられた。1728年歩兵連隊長となり、1731年より格式の高いシャンパーニュ連隊の連隊長を務め、ポーランド継承戦争中は北イタリアでグアスタッラの戦いなどに参加し、勇猛な戦いぶりを示した。1741年イル＝ド＝フランス州知事に就任。
女性作家ラファイエット夫人の曾孫だったシャルルは、マドリガルやバレエ歌曲の創作に才能を示し、また困窮した詩人ピエール＝シャルル・ロワの活動を援助した。1738年弱冠30歳でアカデミーフランセーズの会員に加えられ（座席番号9番）、89歳のサントーレール侯爵から歓迎の辞を贈られた。
1725年1月29日、ブイヨン公爵の娘で4歳年上の従姉マリー＝オルタンス・ド・ラ・トゥール・ドーヴェルニュ（1704年 - 1741年）と結婚、間に1男1女をもうけ、うち息子ジャン・ブルターニュ・シャルルが跡継ぎとして育った。1741年天然痘に倒れた妻を献身的に看病し、自身も同じ病に罹患して32歳の若さで死んだ。